# Mpanga (Sektor)
Mpanga (Kinyarwanda Umurenge wa Mpanga) ist einer von 12 Sektoren im Distrikt Kirehe in der Ostprovinz von Ruanda.

## Geographie
Mahama hat eine Fläche von 248,6 km² und liegt auf einer Höhe von etwa 1570 m. Der Sektor unterteilt sich in die sieben Zellen Bwiyorere, Kankobwa, Mpanga, Mushongi, Nasho, Nyakabungo und Rubaya. Nachbarsektoren sind im Süden Mahama, im Südwesten Nyarubuye, im Westen Nasho und im Nordwesten Ndego. Im Osten liegt Mpanga am Akagera, der die Grenze zu Tansania bildet. Im Norden des Sektors liegt Mpanga am Cyambwe-See. Südlich von diesem befindet sich der Mpanga-See.

## Bevölkerung
Zur Volkszählung von 2022 betrug die Einwohnerzahl 40.173. Zehn Jahre zuvor waren es 31.771, was einem jährlichen Bevölkerungszuwachs von 2,4 Prozent zwischen 2012 und 2022 entspricht.

## Verkehr
Durch den Nordwesten des Sektors verläuft die Nationalstraße 25.